# Pyrausta fulvalis
Pyrausta fulvalis là một loài bướm đêm trong họ Crambidae.